# Batman (serial kinowy)
Batman – amerykański czarno-biały serial kinowy z 1943 w reżyserii Lamberta Hillyera. Pierwsza filmowa adaptacja przygód superbohatera Batmana oparta na komiksie wydawanym od 1939 przez DC Comics. Każdy odcinek serialu (oprócz ostatniego) kończy się cliffhangerem.

## Fabuła
Akcja serialu rozgrywa się podczas II wojny światowej. Bruce Wayne – milioner z Gotham City – prowadzi spokojne i szczęśliwe życie u boku swojej dziewczyny Lindy Page. Wayne to jednocześnie Batman działający jako tajny agent amerykańskiego rządu, dostarczający policji wszystkich złapanych przez siebie przestępców. W walce z japońskim agentem Doktorem Daką i jego ludźmi Batmanowi pomaga Robin oraz wierny lokaj Alfred.
W serialu po raz pierwszy pojawia się jaskinia Batmana, będąca kryjówką bohatera, a wejście do niej prowadzi przez stary zegar. Nie ma – ze względu na niski budżet produkcji – batmobilu którego zastępuje Cadillac Series 75 rocznik 1939 typu kabriolet. 
Istotny wpływ na komiks miał odtwórca roli Alfreda William Austin, którego wizerunek jako szczupłego lokaja z wąsem zastąpił w komiksie pulchnego służącego. Możliwe że lokaj Wayne′a został dodany do komiksu po tym jak twórcy serialu poinformowali Boba Kane’a i Billa Fingera, że zamierzają wprowadzić takiego bohatera do swojej produkcji.

## Obsada
- Lewis Wilson jako Batman / Bruce Wayne
- Douglas Croft jako Robin / Dick Grayson
- J. Carrol Naish jako Doktor Daka
- Shirley Patterson jako Linda Page
- William Austin jako Alfred Pennyworth

i inni.